# 四川地震 (2019年)
四川地震（しせんじしん）は、2019年6月17日に22時55分（現地時間、UTC14時55分）に中国の四川省で発生したモーメント・マグニチュード5.8の地震。長寧県と宜賓市に位置するキョウ県が特に被害を受けた。13人が死亡し、200人以上が負傷した。

## 地殻構造
四川省は、インドプレートとユーラシアプレートの継続的な収束によって引き起こされた複雑なテクトニクス内に位置している。 この地域で最大の構造は龍門山断層で、M7.9を観測した2008年の四川大地震の原因となった断層である。

## 余震
余震も多く発生した。 
| Mw  | 震源地                 | 時間（UTC）         | 深さ    |
| --- | ---------------------- | ------------------- | ------- |
| 5.8 | 中国長寧市の南19km     | 2019-06-17 14:55:45 | 10.0 km |
| 5.2 | 中国長寧市の南南西15km | 2019-06-17 15:36:02 | 10.0km  |
| 4.7 | 中国長寧市の南南東8km  | 2019-06-17 16:29:08 | 10.0 km |
| 4.9 | 中国長寧の南南東14km   | 2019-06-17 16:37:56 | 10.0 km |
| 4.9 | 中国長寧市の南12km     | 2019-06-17 21:03:26 | 10.0 km |
| 5.2 | 中国長寧市の南南東20km | 2019-06-17 23:34:34 | 10.0 km |
| 5.3 | 中国長寧市の南13km     | 2019-06-22 14:29:55 | 10.0 km |
| 4.9 | 中国長寧市の南南東7km  | 2019-06-23 00:28:18 | 10.0 km |

## 被害
20,000軒以上の家屋がひどく損傷を受け、一部の道路、通信インフラ、 水力発電所も影響を受けたと報告されている。
計13人が死亡した。そのうち9人が長寧県で、残り4人がキョウ県で死亡した。さらに、220人が負傷し、そのうち6人が重傷、16人が重傷を負ったと報告された。